# Jacob Maurer

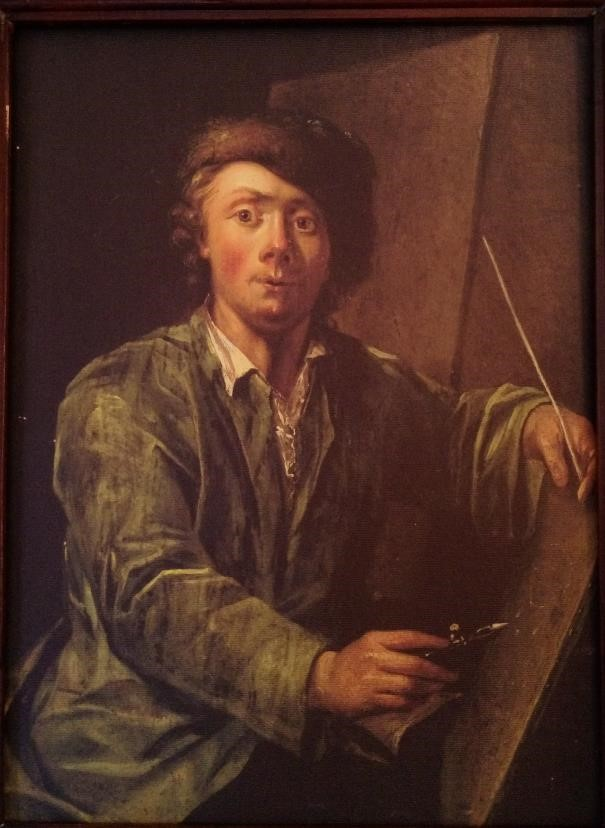
Selbstporträt, ca. 1770

Johann Jacob Maurer (auch Johann Jakob Maurer) (* 15. Januar 1737 in Schaffhausen; † 30. August oder 31. August 1780 in Utrecht, Niederlande) war ein schweizerisch-niederländischer Maler.

## Leben
Johann Jacob Maurer wurde vermutlich am 15. Januar 1737 als neuntes Kind des Sattlers Hans Caspar Maurer und der Anna Margaretha geborene Trippel in Schaffhausen in der Schweiz geboren. Er zog im Jahre 1753 mit dem Schiff in die Niederlande um; unterwegs war der Passagiersdampfer von einem Vorposten französischen Soldaten aufgehalten worden, mit der Absicht diesen zu plündern. Allerdings gelang es Maurer, der Französisch sprechen konnte, die Sache friedsam beizulegen. Er liess sich in Amsterdam nieder, wo er am 25. Oktober 1764 das Bürgerrecht erlangte. Hier arbeitete er zunächst als Stuckateur. Mit Schaffhausen scheint er indessen weiterhin zumindest lose Kontakte unterhalten zu haben: Jedenfalls erfolgte am 30. Januar 1757 ordnungsgemäß – und ohne speziellen Hinweis auf seine Abwesenheit – die Aufnahme des Zwanzigjährigen in die angestammte Zunft zun Fischern; ausserdem besass er hier noch bis 1770 eine Liegenschaft in Fischerhäusern, das sogenannte «Gipshaus». Er machte in Amsterdam grosse Fortschritte an der Kunstakademie, wo er sich registriert hatte, und bildete unter anderem den Schweizer Johann Heinrich Wüest aus. Im Jahr 1762 hatte er sich zu einem „Mitglied der Ersten Klasse“ hochgearbeitet und wurde Lehrer an der neu gestifteten Kunstakademie in Utrecht, wo er seinen Wohnsitz genommen hatte. Von 1770 bis zu seinem Tod 1780 hatte er dort auch die Funktion des Direktors bzw. Vorstehers inne. Im Jahr 1769 wurde er auch als Lehrer an der Waisenschule der Stiftung Fundatie van Renswoude eingestellt.

## Familie
Maurer hatte am 30. Oktober 1767 die aus Rotterdam stammende Johanna Brevé geheiratet. Mit ihr hatte er drei Söhne und drei Töchter. Als Maurer 1780 starb adoptierte Johann Heinrich Wüest einen der Söhne. Er wollte ihn zum Künstler ausbilden lassen, doch das Kind starb nach 18 Monaten.

## Werk
Jacob Maurer schuf viele Landschaftsgemälde nach Art der Niederländischen Landschaftsmalerei, unter anderem im Amsterdamer Grachtengürtel. Seine Gemälde sind gemäss Enzyklopädien „ähnlich“, sein Stil „flach, doch lobenswertes Kolorit“ und sein Charakter „liebenswert“.
Von Maurers Werken sind heute nur noch wenige bekannt. Ein von ihm angefertigtes Porträt befindet sich im Centraal Museum Utrecht, ein anderes im Rathaus der Stadt Franeker. Ein Bildnis der Gesellschaft des Patrones Jacobs (worauf auch er selbst ausgebildet ist) wird in Petworth in England ausgestellt. Ebenfalls von Maurer stammt ein Altargemälde in der Kirche von Laren.